# هولوکاست در بولخیف

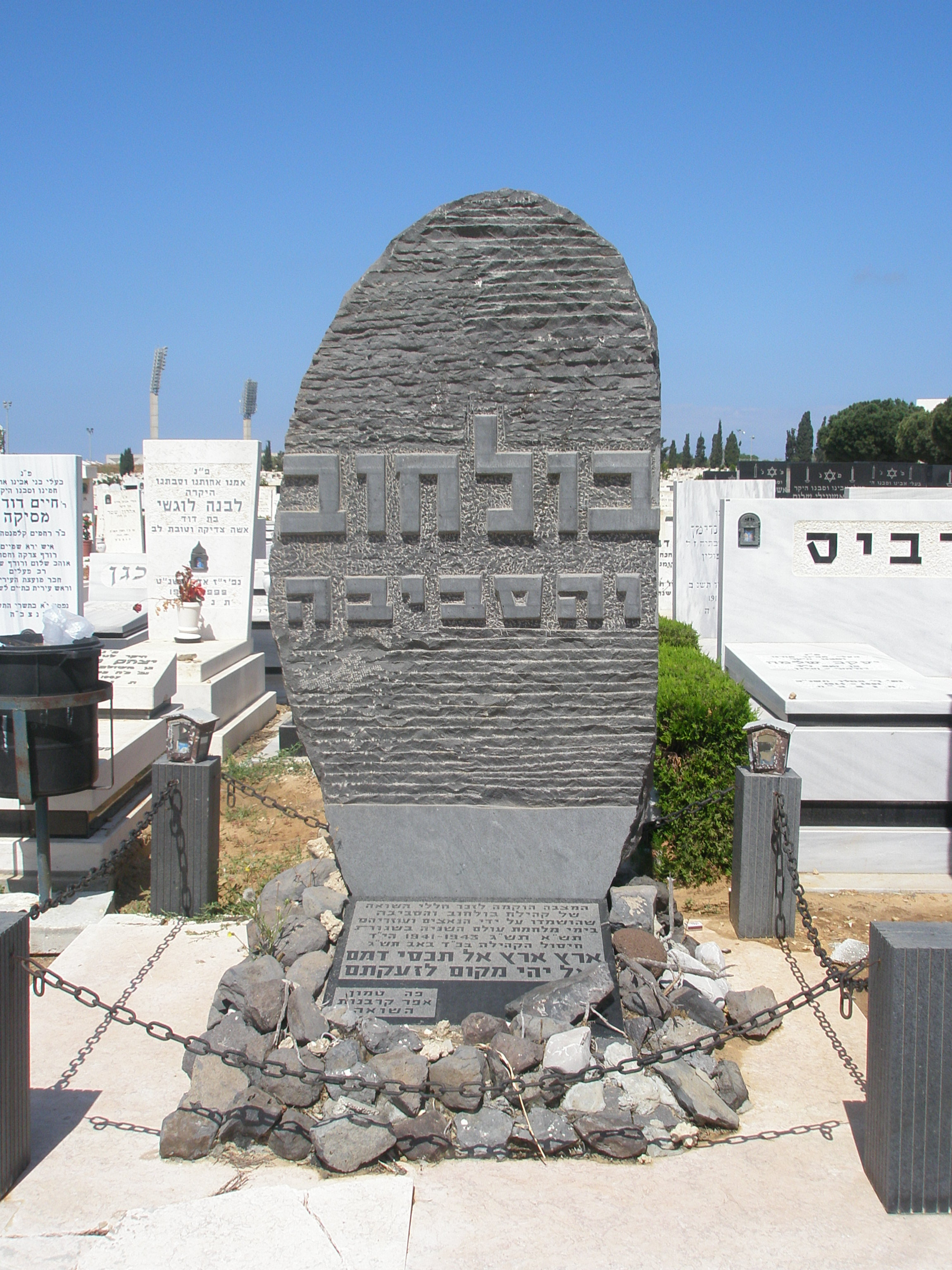
نمایی از بنای یادبود قربانیان هولوکاست در بولخیف، گورستان هولون - ۲۰۰۸

هولوکاست در بولخیف (انگلیسی: Holocaust in Bolekhiv) جمعیت یهودیان بیش از ۳۰۰۰ نفر در بولخیف (به یدی: Bolechov, Bolukhov یا באלעכוב، لهستانی: Bolechów) در سال ۱۹۴۰، با هزاران یهودی دیگر که از روستاها و شهرهای اطراف در سال‌های ۱۹۴۱ و ۱۹۴۱ آورده شدند، عمدتاً در سال‌های ۱۹۴۲ به هلاکت رسیدند. این قتل‌ها توسط آلمانی‌ها با همدستان محلی اوکراینی انجام شد و تنها ۴۸ نفر از یهودیان بولخیف از جنگ جان سالم به در برده بودند.